# Parque nacional de Lahemaa
El parque nacional de Lahemaa (establecido en 1971) se encuentra ubicado en el norte de Estonia, 70 kilómetros al este de la capital Tallinn. Su superficie cubre alrededor de 725 km² (incluyendo 250.9 km² de mar). Fue el primer parque nacional de la Unión Soviética.
Sus estatutos llaman a la preservación, investigación y promoción de los paisajes del norte de Estonia, los ecosistemas, la biodiversidad y el patrimonio nacional.
El nombre Lahemaa proviene de la parte más estudiada y visitada de la costa del norte de Estonia, donde cuatro grandes penínsulas (Juminda, Pärispea, Käsmu y Vergi) están separadas entre sí por cuatro bahías (Kolga, Hara, Eru y Käsmu). La traducción aproximada de Lahemaa sería Tierra de Bahías.
El parque nacional es una de las principales atracciones turísticas de Estonia.

## Galería de imágenes

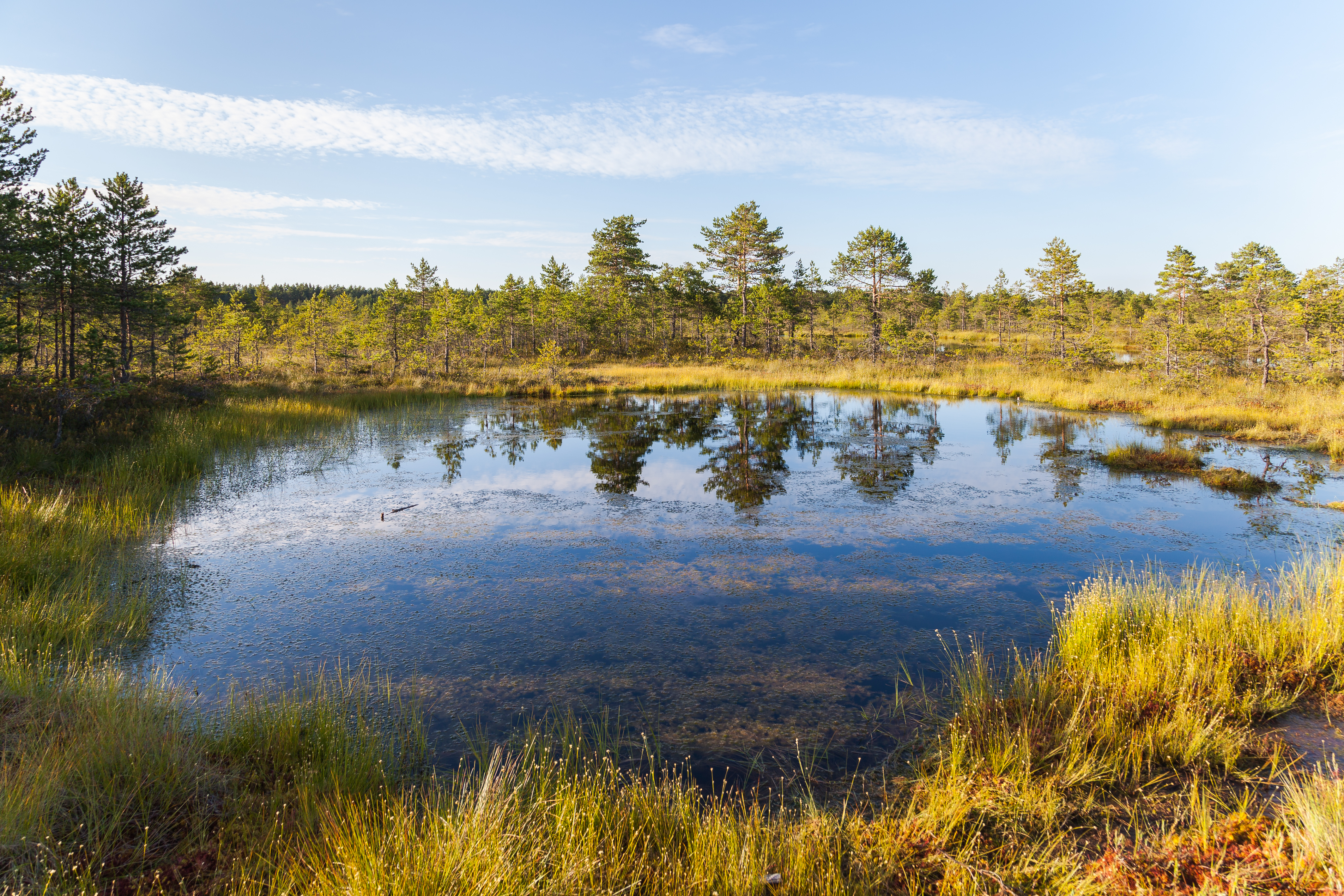
Viru Bog.
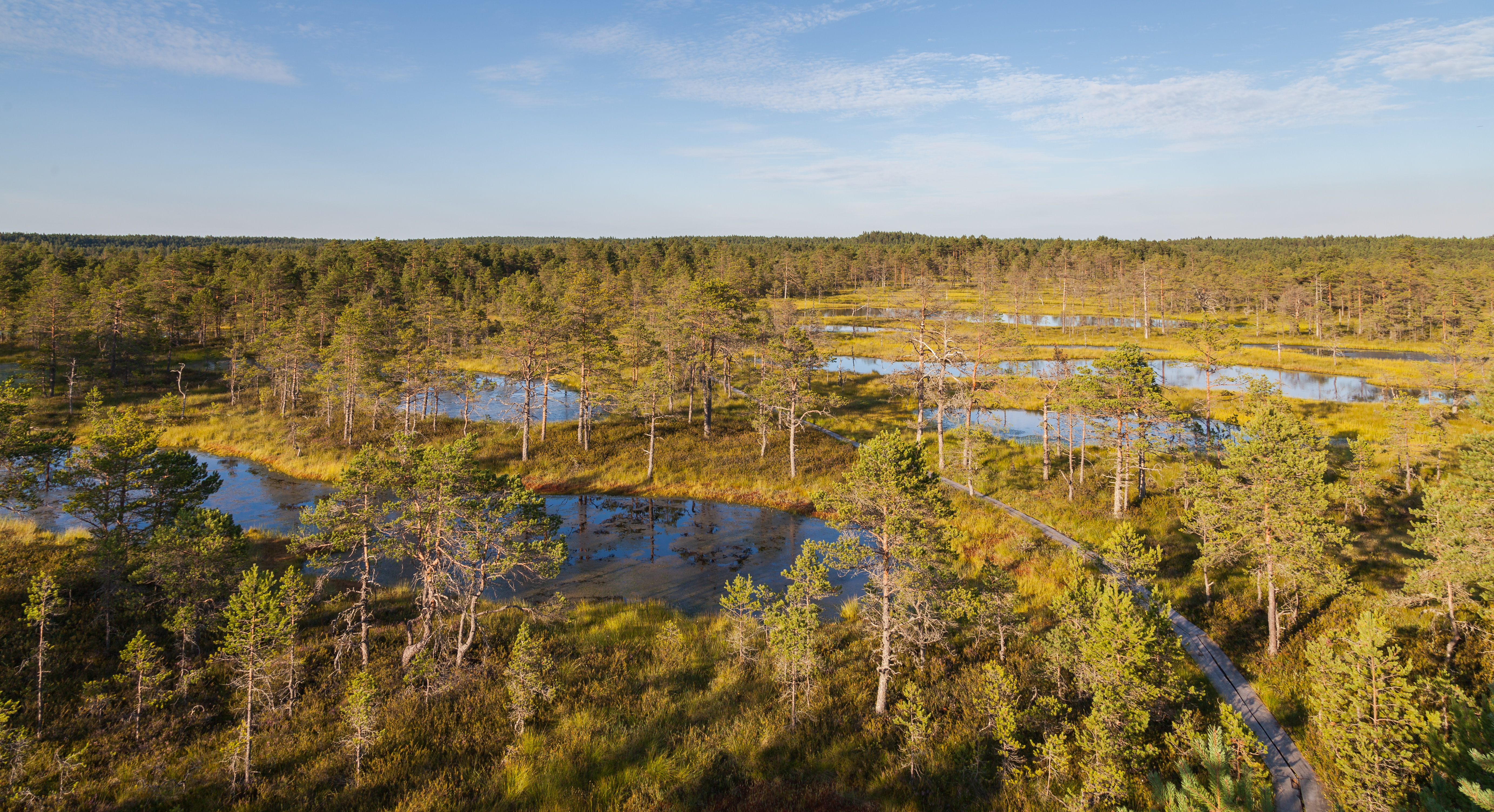
Viru Bog.
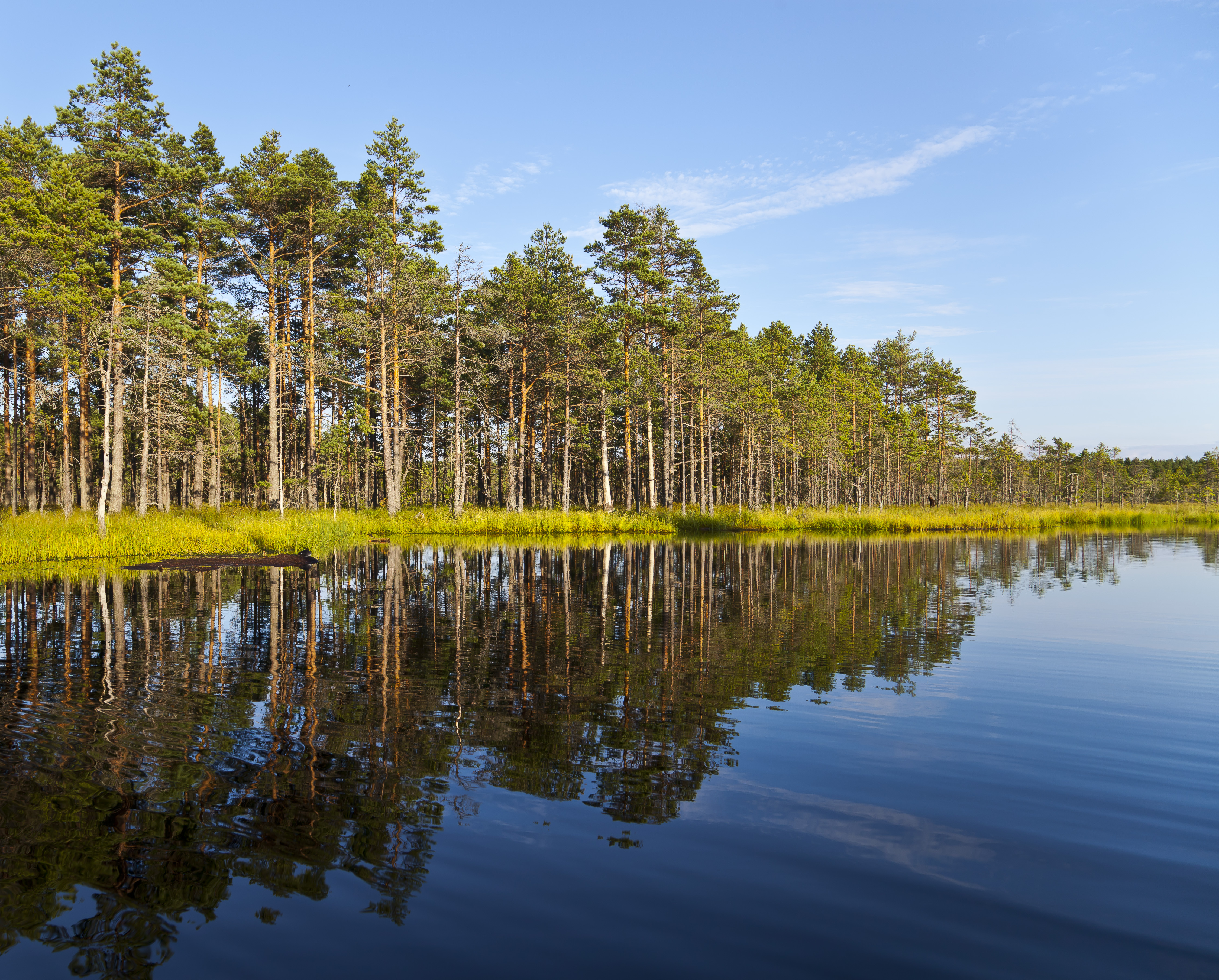
Viru Bog.
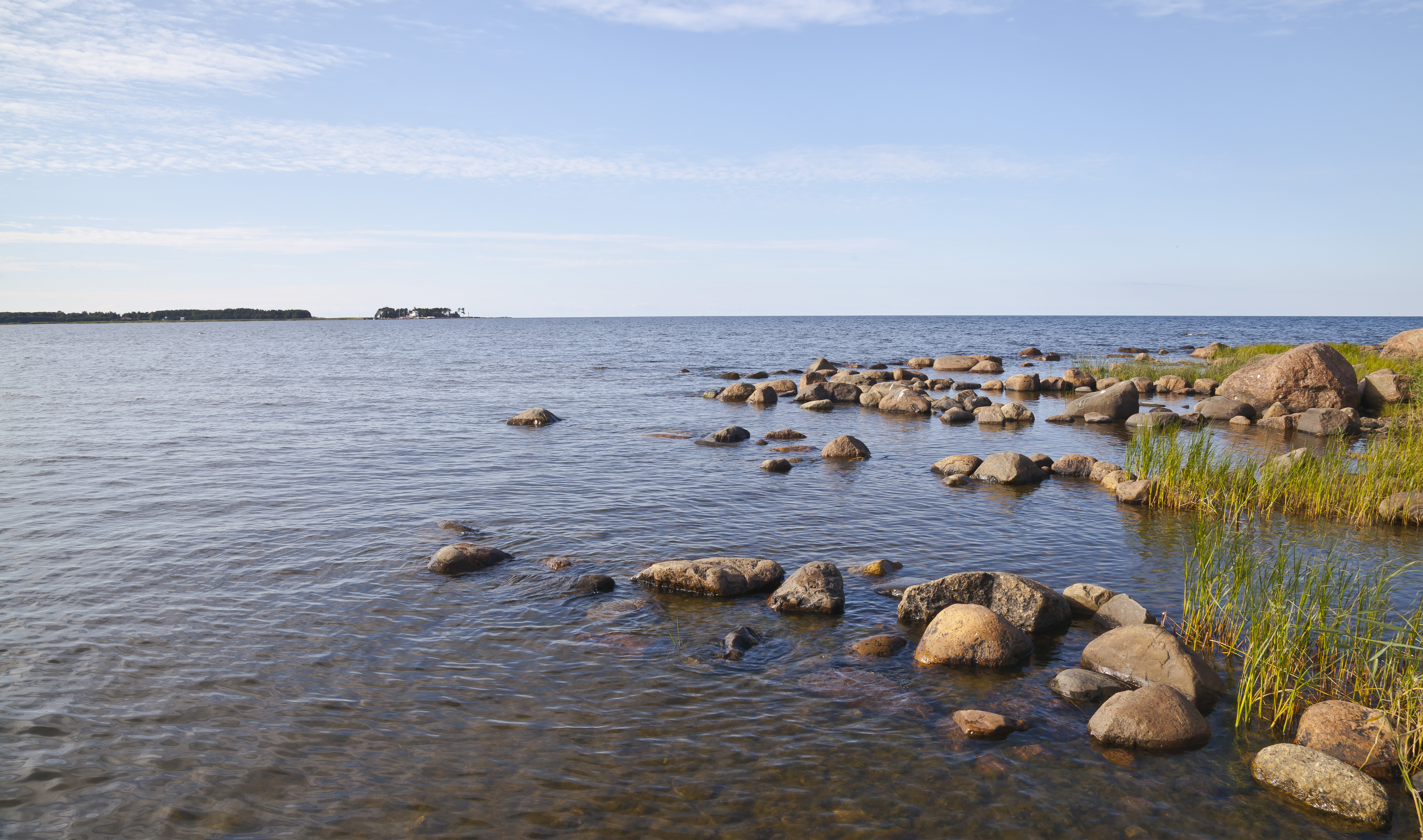
Altja.
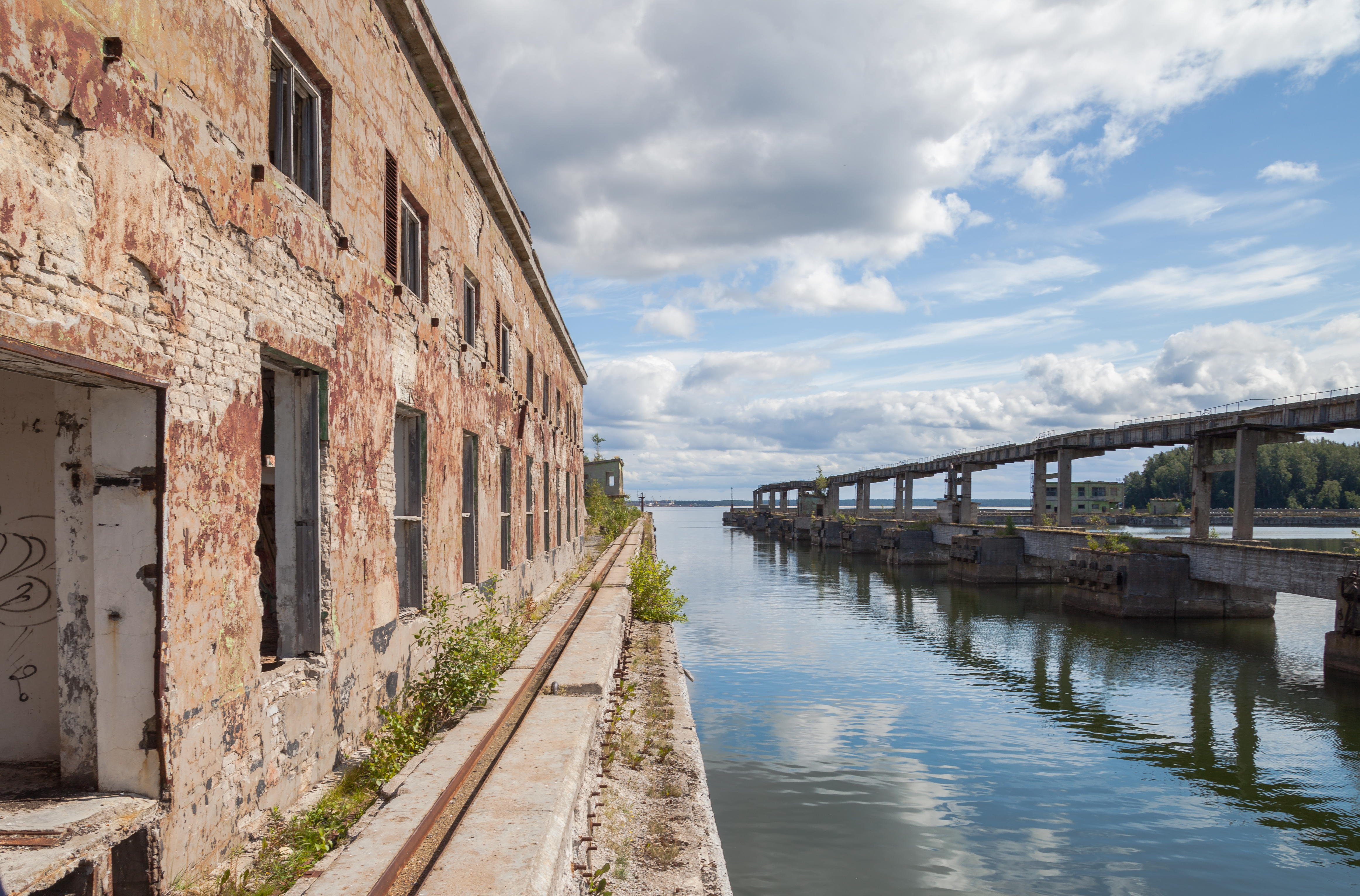
Antigua base soviética de submarinos.
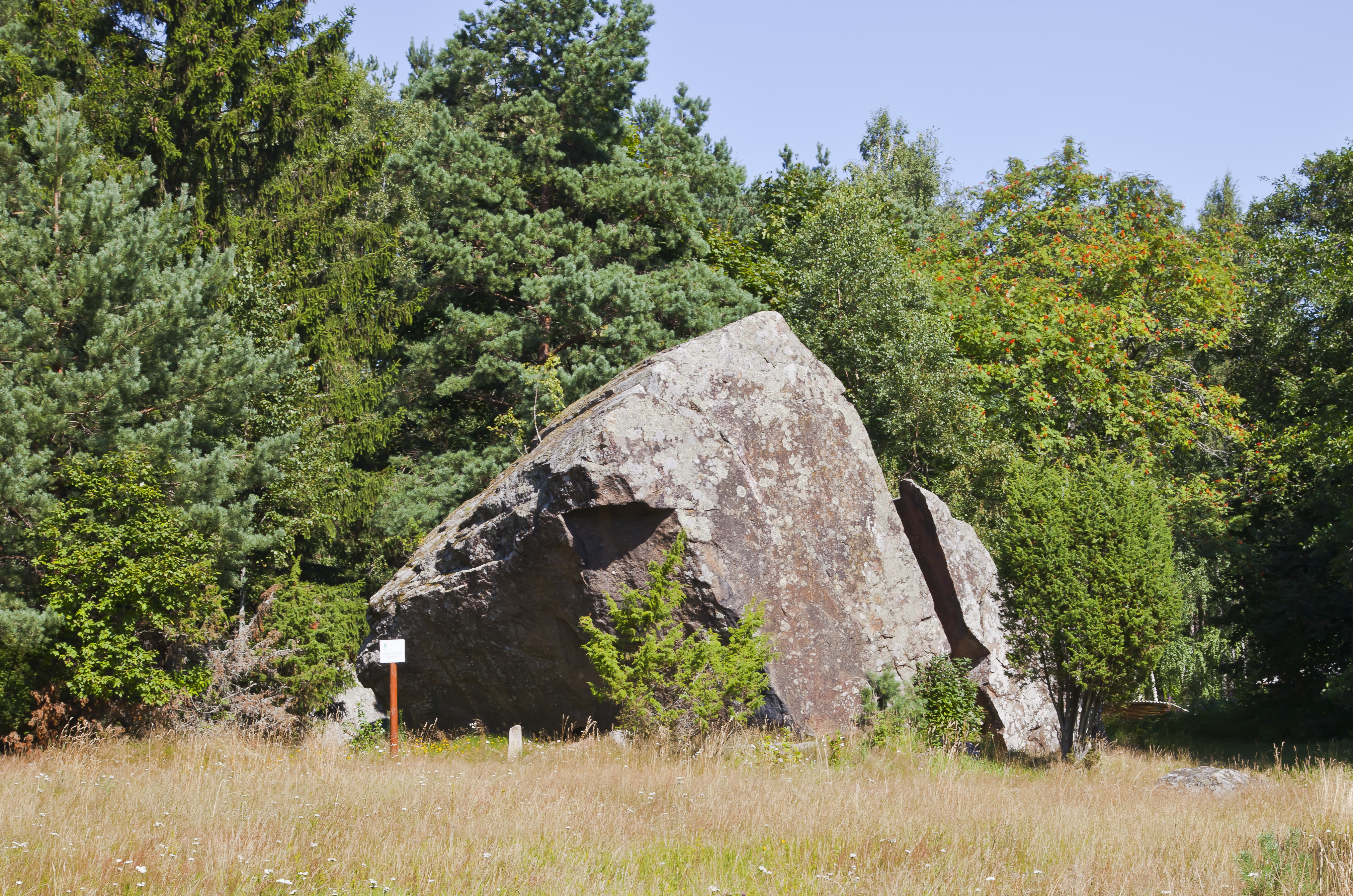
Jaani Tooma.
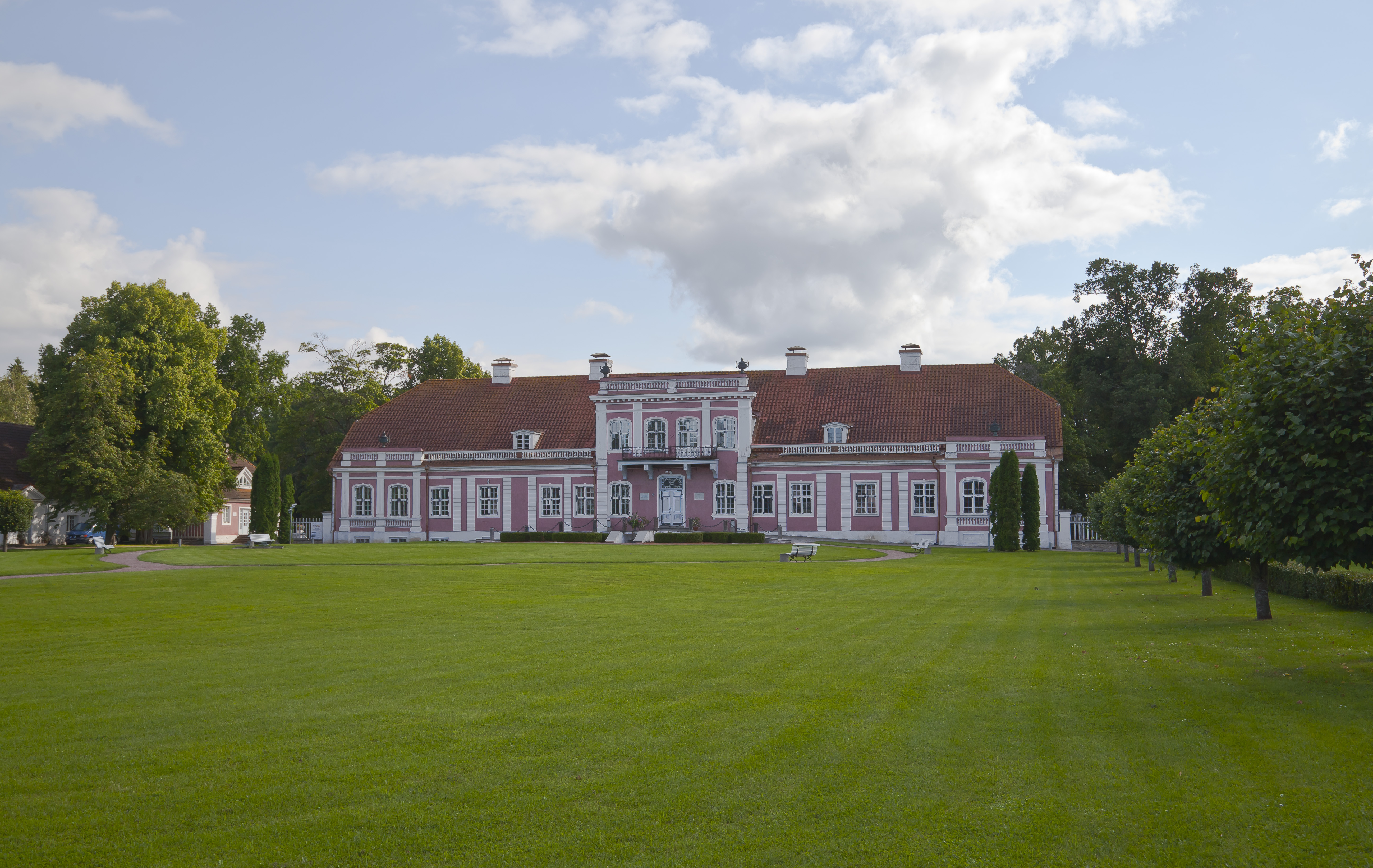
Sagadi manor.
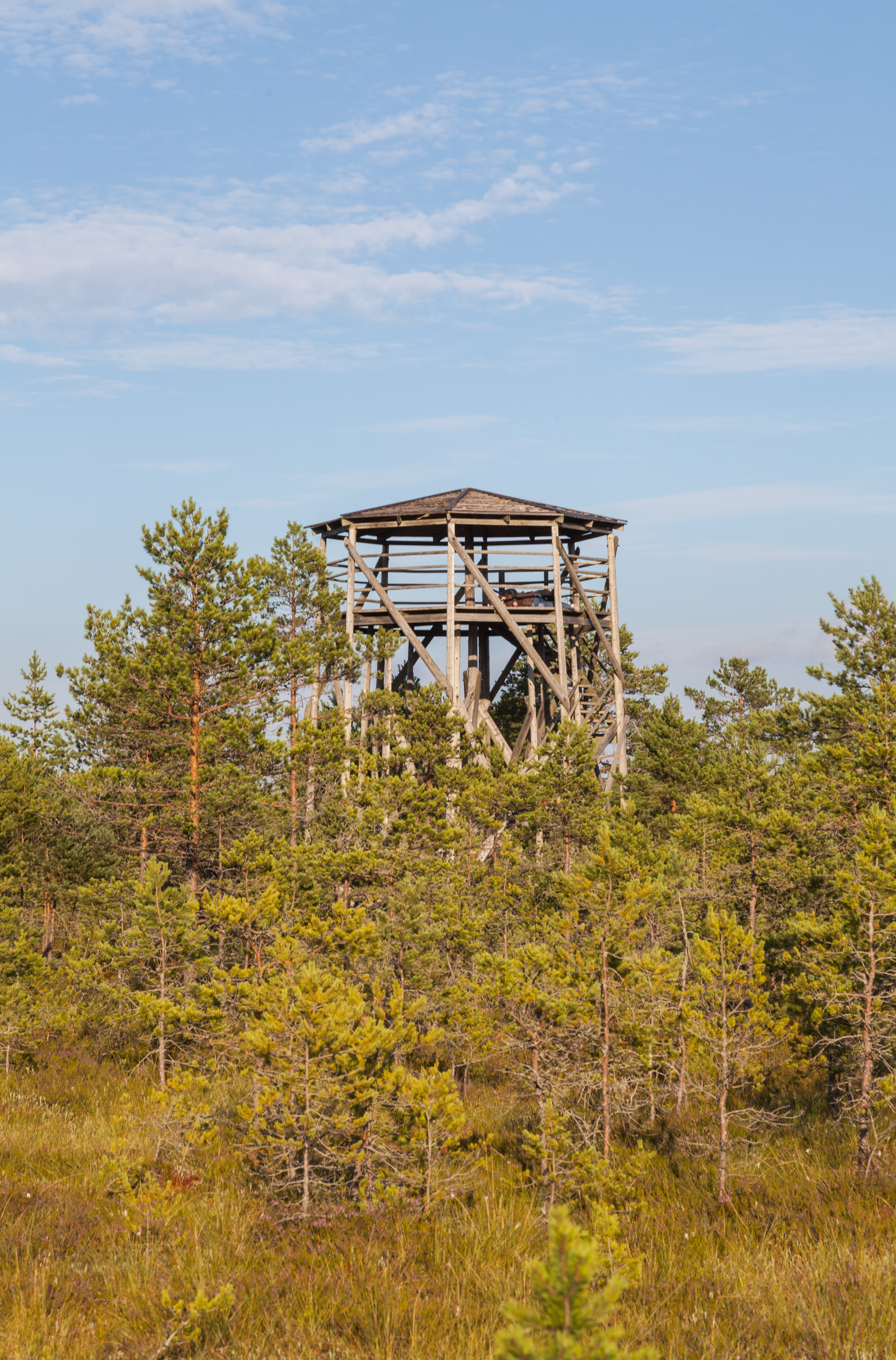
Torre de observación.
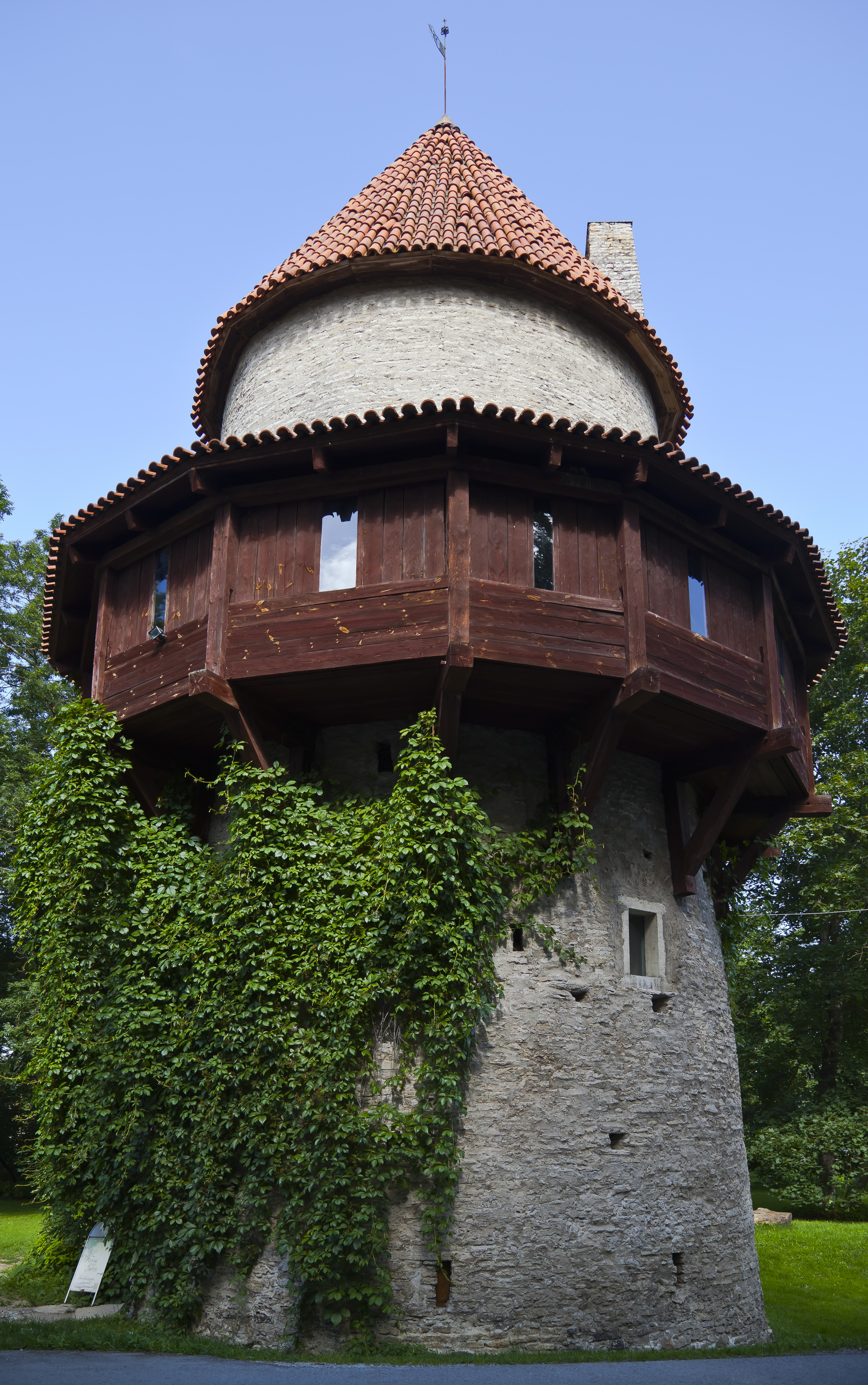
Torreón Kiiu.